# خلیل‌آباد (جغتای)
خلیل‌آباد روستایی از توابع بخش هلالی و در شهرستان جغتای استان خراسان رضوی ایران است.

## آثار تاریخی و مشاهیر
مقبره سید حسن غزنوی شاعر پارسی سرای قرن ششم هجری در مجاورت این روستا و در فاصلهٔ کمتر از یک کیلومتر از آن قرار دارد.
دیوان اشعار سید حسن غزنوی مشتمل بر قصاید، ترجیعات، رباعیات و غزل می‌باشد که مشتمل بر پنج هزار بیت است
سید حسن در فاصله سالهای ۵۴۰ - ۵۵۶ هجری - در این منطقه درگذشت و آرامگاهش بین روستاهای خلیل‌آباد و آزادوار و در مجاورت قبرستان روستای خلیل‌آباد واقع شده است.
شیخ عبدالکریم ملقب به آخوند بزرگ که از علمای اواخر دوره قاجار بوده است و مدتی تصدی امور دیوانی و جمع‌آوری خراج را در بخش‌هایی از قلمرو حکومت سردار مفخم از جمله جوین برعهده داشته است، در فاصله سال‌های ۱۲۷۰ تا ۱۲۹۹ هجری خورشیدی در این روستا می‌زیسته است. مدتی پس از درگذشت سردار، شیخ عبدالکریم نیز در قریه خلیل‌آباد (جغتای) جوین درگذشت و در جوار آرامگاه سید حسن غزنوی مدفون شد.

## جمعیت
این روستا در دهستان پایین جوین قرار داشته و بر اساس سرشماری سال ۱۳۸۵ جمعیت آن ۳۵۱ نفر (۸۵ خانوار) بوده‌است.